# Антонев (Жирардовський повіт)
Антонев (пол. Antoniew) — село в Польщі, у гміні Віскітки Жирардовського повіту Мазовецького воєводства.
Населення — 168 осіб (2011).
У 1975—1998 роках село належало до Скерневицького воєводства.

## Демографія
Демографічна структура станом на 31 березня 2011 року:
|          | Загалом | Допрацездатний вік | Працездатний вік | Постпрацездатний вік |
| -------- | ------- | ------------------ | ---------------- | -------------------- |
| Чоловіки | 94      | 15                 | 71               | 8                    |
| Жінки    | 74      | 12                 | 45               | 17                   |
| Разом    | 168     | 27                 | 116              | 25                   |